# Oberleitungsmast
Ein Oberleitungsmast oder Fahrleitungsmast ist ein Mast als Stützpunkt der Oberleitung von elektrifizierten Bahnen oder Oberleitungsbusstrecken. In Deutschland beträgt der Maximalabstand bei Kettenwerksfahrleitungen zwischen zwei Stützpunkten 80, der Regelabstand auf Schnellfahrstrecken 60 Meter.

## Mastarten
Je nach Verwendungszweck werden folgenden Mastenarten unterschieden:
- Abspannmasten übernehmen die Kräfte aus der Nachspannung von Fahrdraht und Tragseil, teilweise werden sie in Streckenlängsrichtung verankert
- Mittelmasten im Überlappungsbereich schließen sich an die Abspannmasten an und tragen in der Regel zwei Ausleger
- Tragmasten tragen mit einem Ausleger das Kettenwerk
- Bogenabzugsmasten übernehmen die Bogenabzugskräfte
- Festpunktmasten befinden sich in der Mitte eines Nachspannabschnittes
- Festpunktankermasten schließen sich an die Festpunktmasten an und dienen der Festpunktverankerung, in der Regel werden sie in Streckenlängsrichtung verankert
- Masten für Quertragwerke

Abhängig von der Mastenart wirken unterschiedliche Kräfte und Belastungen auf die Masten, die bei der Auslegung berücksichtigt werden müssen. Abspannmasten müssen zusätzlich Kräfte in Längsrichtung aufnehmen können, deswegen werden dafür Winkelmasten oder Schleuderbetonmasten mit vergrößertem Durchmesser verwendet. Müssen Flachmasten als Abspannmasten genutzt werden, beispielsweise für die Überspannung von Bauweichenverbindungen, dann werden sie, vergleichbar mit Fahrleitungsfestpunkten, zusätzlich mit Ankerseilen versteift.

## Bauarten
Oberleitungsmasten können aus verschiedenen Werkstoffen wie Holz, Stahlbeton oder Stahl gefertigt sein. Heute werden Oberleitungsmasten überwiegend aus Stahl oder Stahlbeton gefertigt.

### Holzmasten

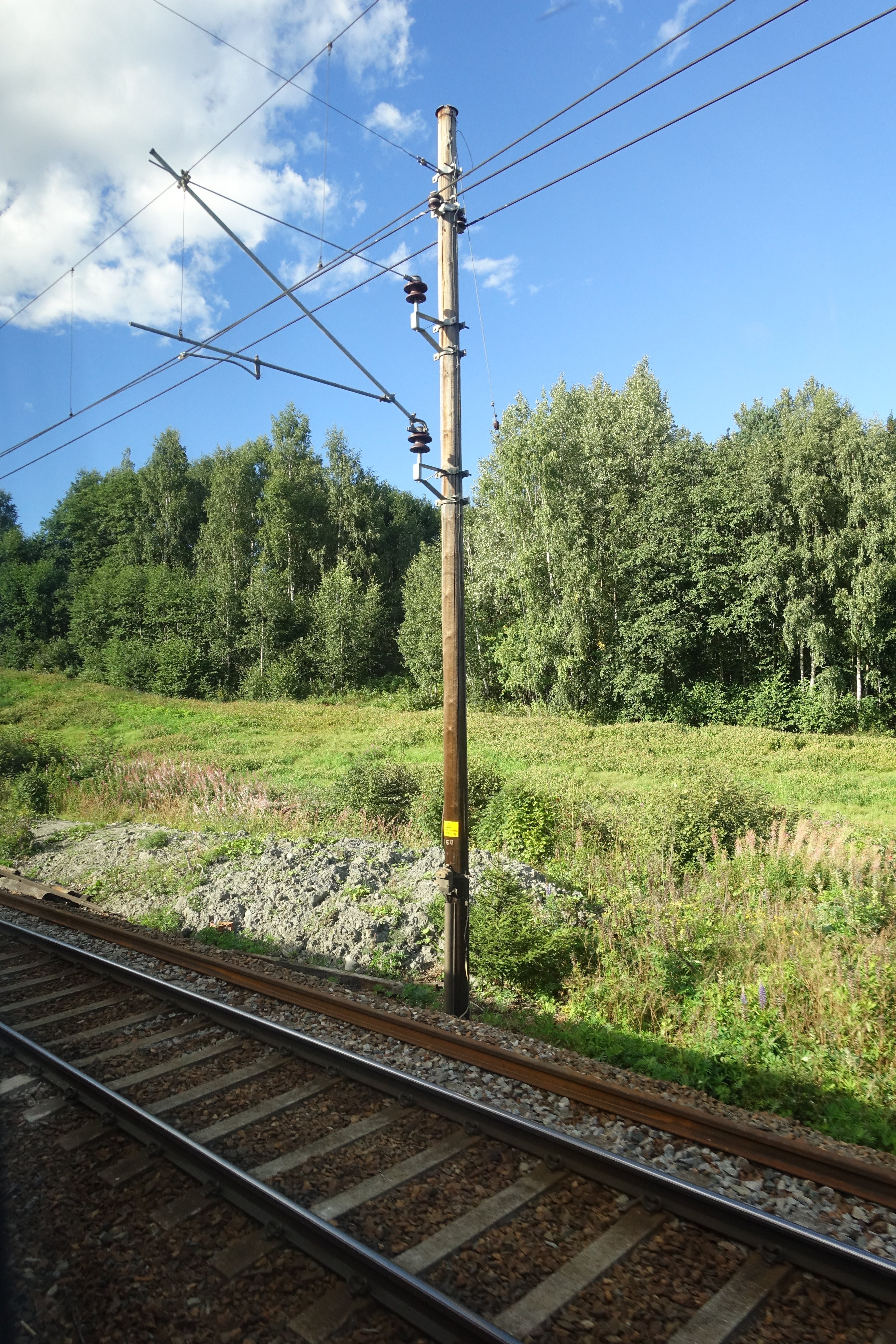
Oberleitungsmast aus Holz an der Strecke Oslo–Trondheim in Norwegen

Vor allem in der Vergangenheit stellten Holzmasten eine kostengünstige Alternative zu anderen Mastbauarten dar. Sie müssen jedoch aufgrund von Witterungseinflüssen, Fäulnis und Insektenbefall häufiger ausgetauscht werden. Ein besonderer Vorteil von Holzmasten ist deren natürliches Isolationsvermögen, das jedoch bei Nässe und Fäulnis abnimmt. Als Rohstoff für Holzmasten werden verschiedene Holzarten verwendet:
- Gemeine Kiefer
- Lärche
- Tanne
- Fichte

Zur Verlängerung der Lebensdauer werden Holzmasten wie Schwellen imprägniert.
Oberleitungsmasten aus Holz werden in Deutschland nicht mehr verwendet, sind aber beispielsweise in Norwegen noch weit verbreitet. Ebenso sind sie bei der Tramway du Mont-Blanc, bei der Rittner Bahn, bei der Linzer Lokalbahn oder bei der Lokalbahn Mixnitz–Sankt Erhard Standard. Früher waren sie außerdem bei der, mittlerweile stillgelegten, Lokalbahn Ebelsberg–St. Florian anzutreffen.
Bei höherer Belastung werden Doppelholzmasten bestehend aus zwei unmittelbar nebeneinander stehenden Stämmen verwendet.

### Betonmasten
Betonmasten werden heute als vorgespannte Schleuderbetonmasten oder als Rüttelbetonmasten ausgeführt. Schleuderbetonmasten haben einen runden Querschnitt, laufen konisch zu und sind innen hohl. Sie werden in einer um die Längsachse drehbaren Form hergestellt. Die Bewehrung wird bereits vor dem Schleudervorgang vorgespannt. Nach dem Aushärten des Betons erzeugt die Belastung der Spannstähle eine Druckspannung im Beton, siehe auch Spannbeton. Im Gegensatz dazu werden Rüttelbetonmasten mit schlaffer Bewehrung hergestellt. Diese wird in eine rechteckige Schalung eingelegt, die anschließend mit Beton ausgegossen wird. Der Beton wird mit Hilfe von Außenrüttlern verdichtet. Die Rüttelbetonmasten sind im Vergleich zu Schleuderbetonmasten deutlich schwerer, da sie eine geringere Betonfestigkeit aufweisen und als Vollquerschnitt ausgeführt werden.

In Deutschland werden bei Neuelektrifizierungen sowie beim Ersatz abgängiger Oberleitungsmasten mehrheitlich Stahlbetonmasten aus Schleuderbeton verwendet. In Österreich sind Rüttelbetonmasten die übliche Bauform, diese konnten sich aber in Deutschland nicht durchsetzen. In mehreren Bahnhöfen der Bahnstrecke Halle–Cottbus sind sie jedoch noch in Betrieb.

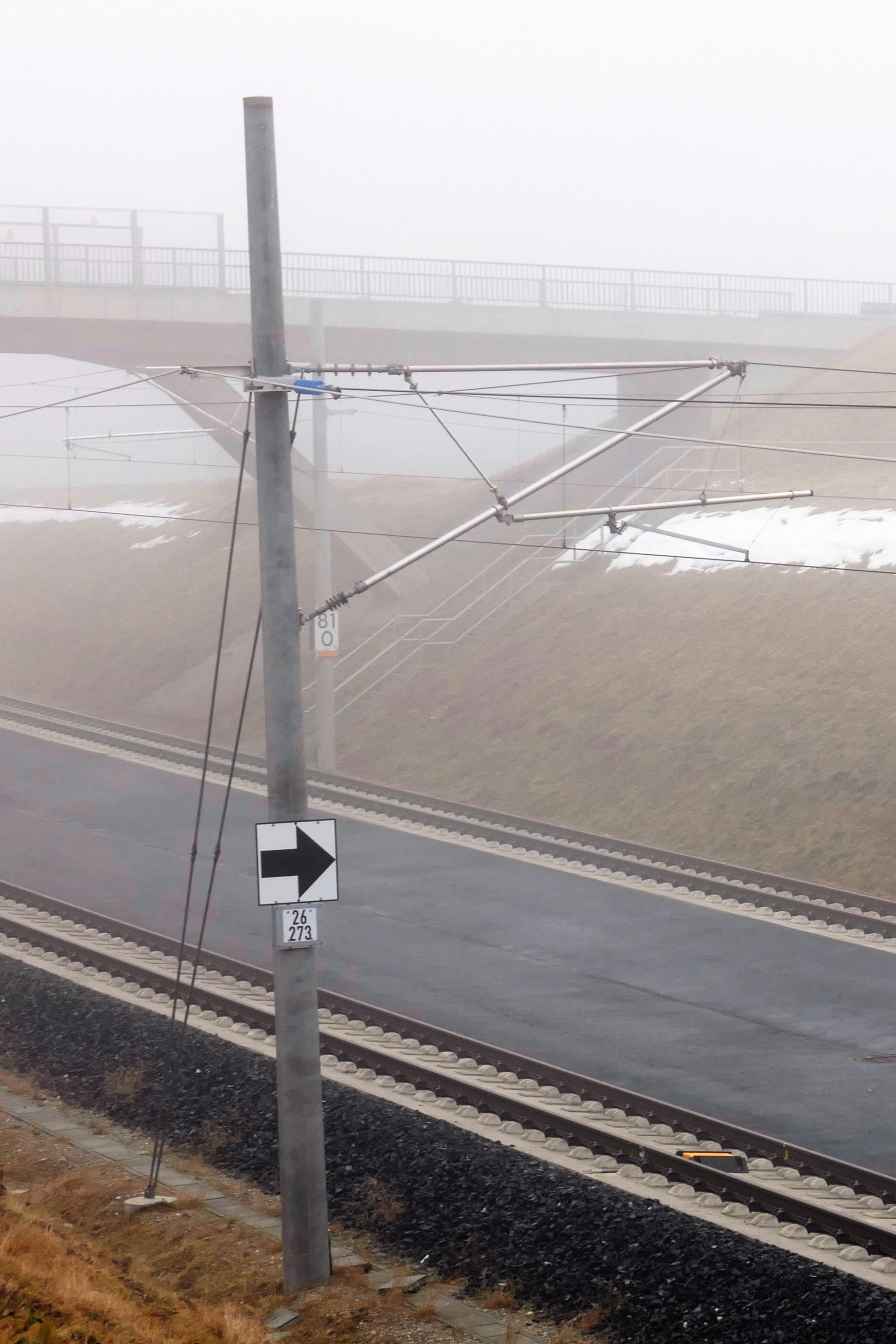
Schleuderbetonmast
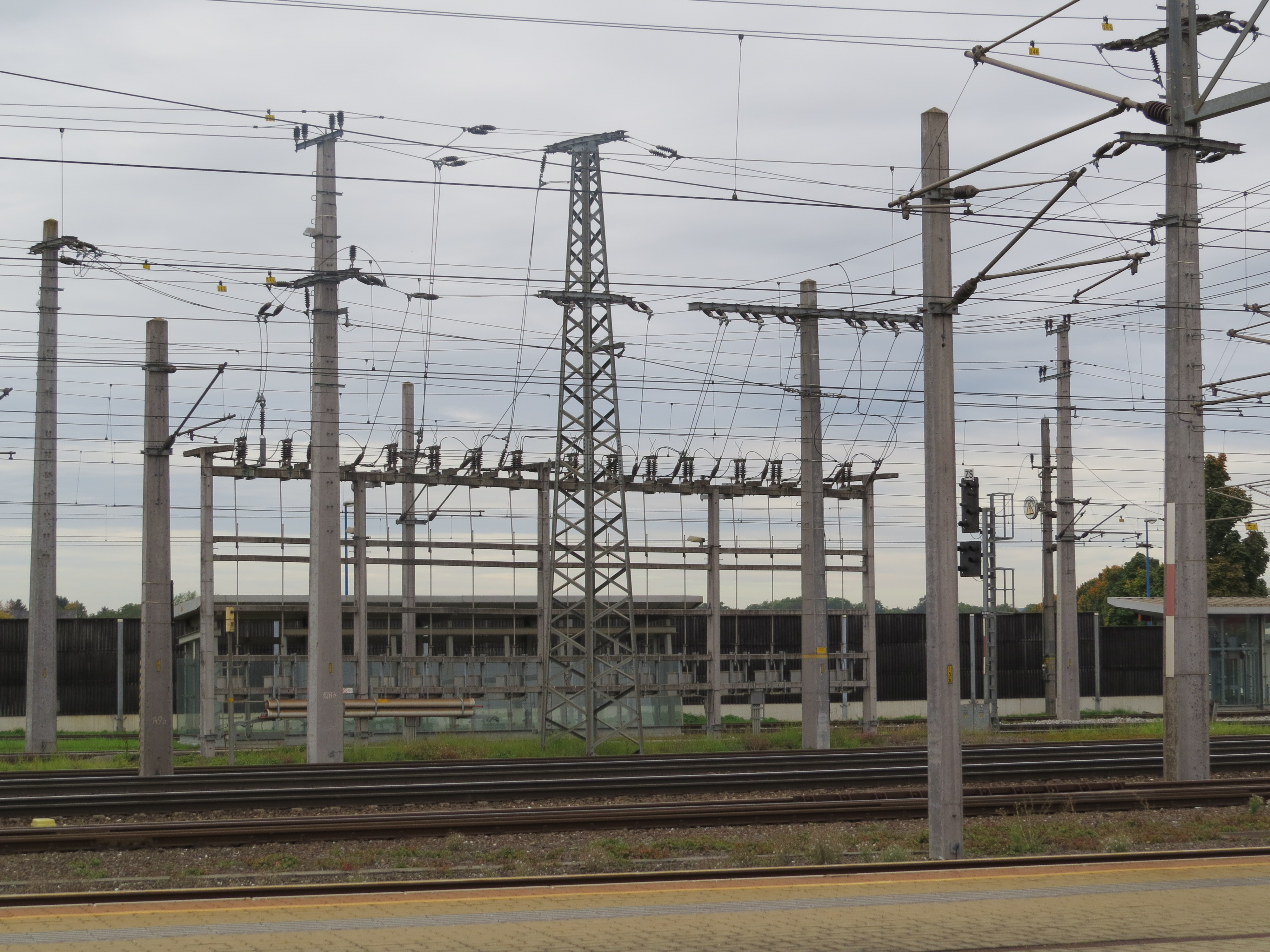
Rüttelbetonmasten

### Stahlmasten
Stahlmasten werden als folgende Bauformen ausgeführt:
- Stahlgittermasten (auch Aufsetzwinkelmasten genannt) bestehen aus vier Eckprofilen mit dazwischen liegenden diagonalen Aussteifungen; während heute überwiegende Winkelprofile eingesetzt werden, wurden früher auch Rohre eingesetzt
- Rahmenflachmasten bestehen aus zwei U-Profilen, die mit Flachstählen verbunden sind
- Masten aus H-Profilen bzw. Doppel-T-Trägern (auch Peinermasten genannt)
- Stahlvollwandmasten, diese lassen sich weiter unterscheiden in:
  - konische Masten mit vieleckigen oder runden Querschnitt
  - stufenweise abgesetzte oder zyklindische Rohrmasten

Für die Stahlmasten sind geeignete Korrosionsschutzmaßnahmen zu treffen. Hierzu wird eine Feuerverzinkung und ein entsprechender Schutzanstrich empfohlen.
Die meisten Oberleitungsmasten der Deutschen Bahn AG sind Stahlmasten. Fallweise werden auch neue Stahlmasten errichtet. Dies ist insbesondere dann der Fall, wenn Sonderbauformen erforderlich sind (z. B. auf Brücken oder in Bahnhöfen) oder wenn der Streckenabschnitt in einem unübersichtlichen Bogen liegt. Letzteres hängt damit zusammen, dass Stahlmasten als Gittermasten gestaltet werden können, was insbesondere bei der Aufstellung von Masten auf der Innenseite eines Gleisbogens dem Triebfahrzeugführer eine bessere Sicht auf die Strecke ermöglicht als die relativ dicken Schleuderbetonmasten. In vielen Ländern, beispielsweise in Tschechien, der Slowakei und Italien, sind auch Rohrmasten üblich. Turmmasten für Quertragwerke oder mehrgleisige Ausleger sind üblicherweise Winkelmasten aus Stahl.

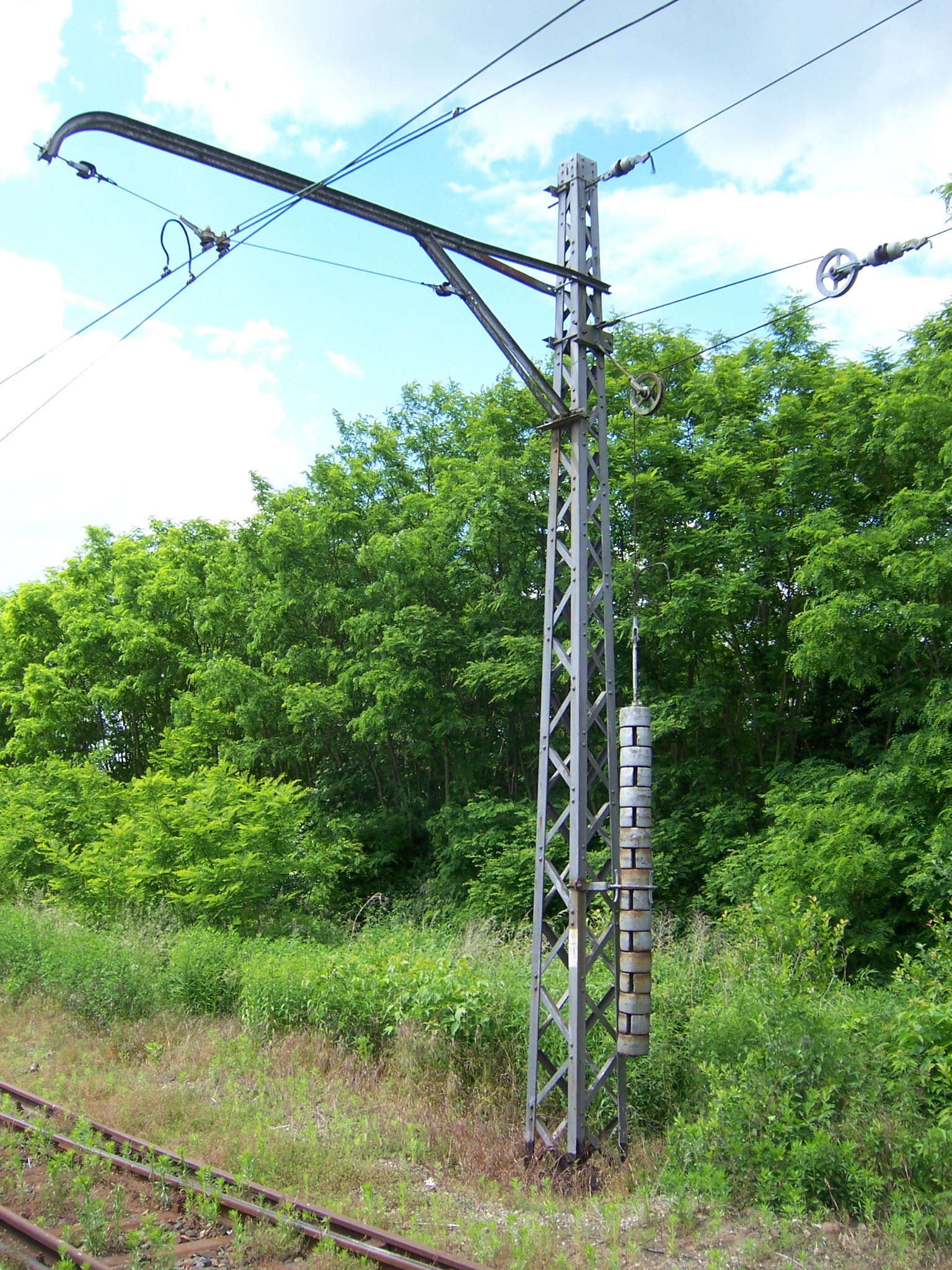
Stahlgittermast
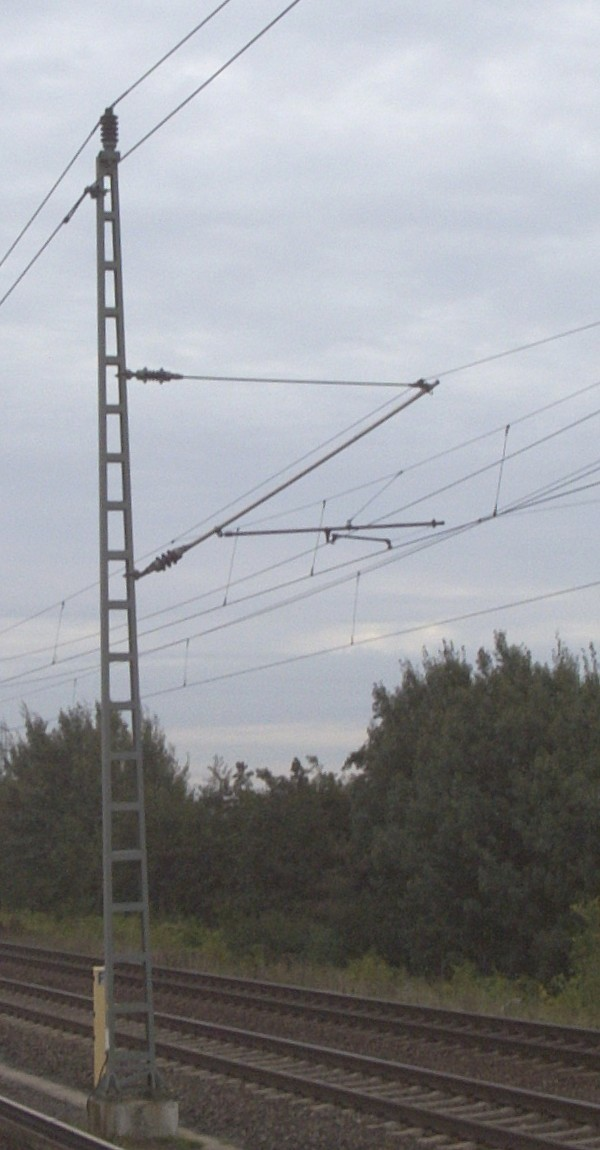
Rahmenflachmast
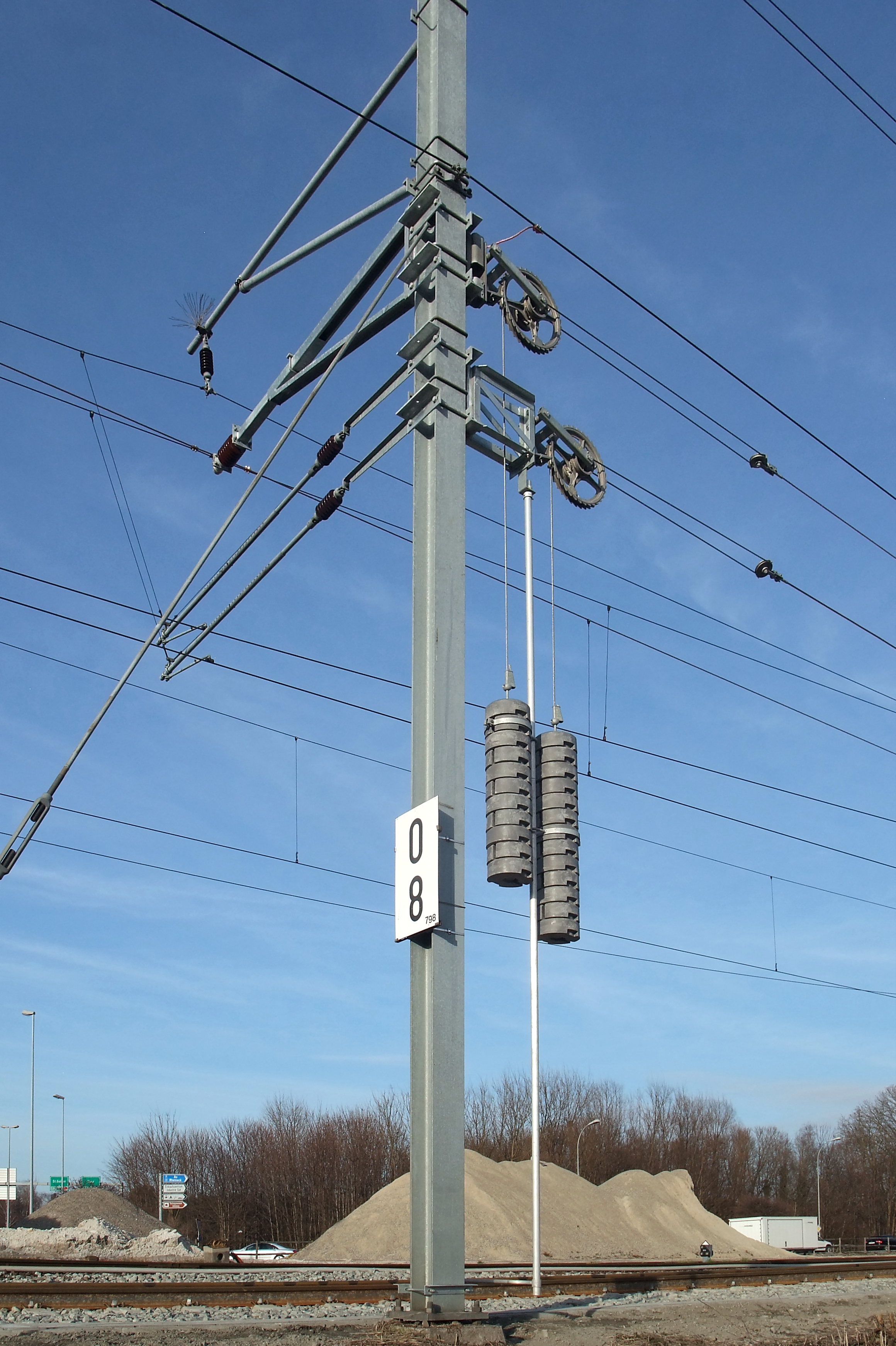
Mast aus H-Profil
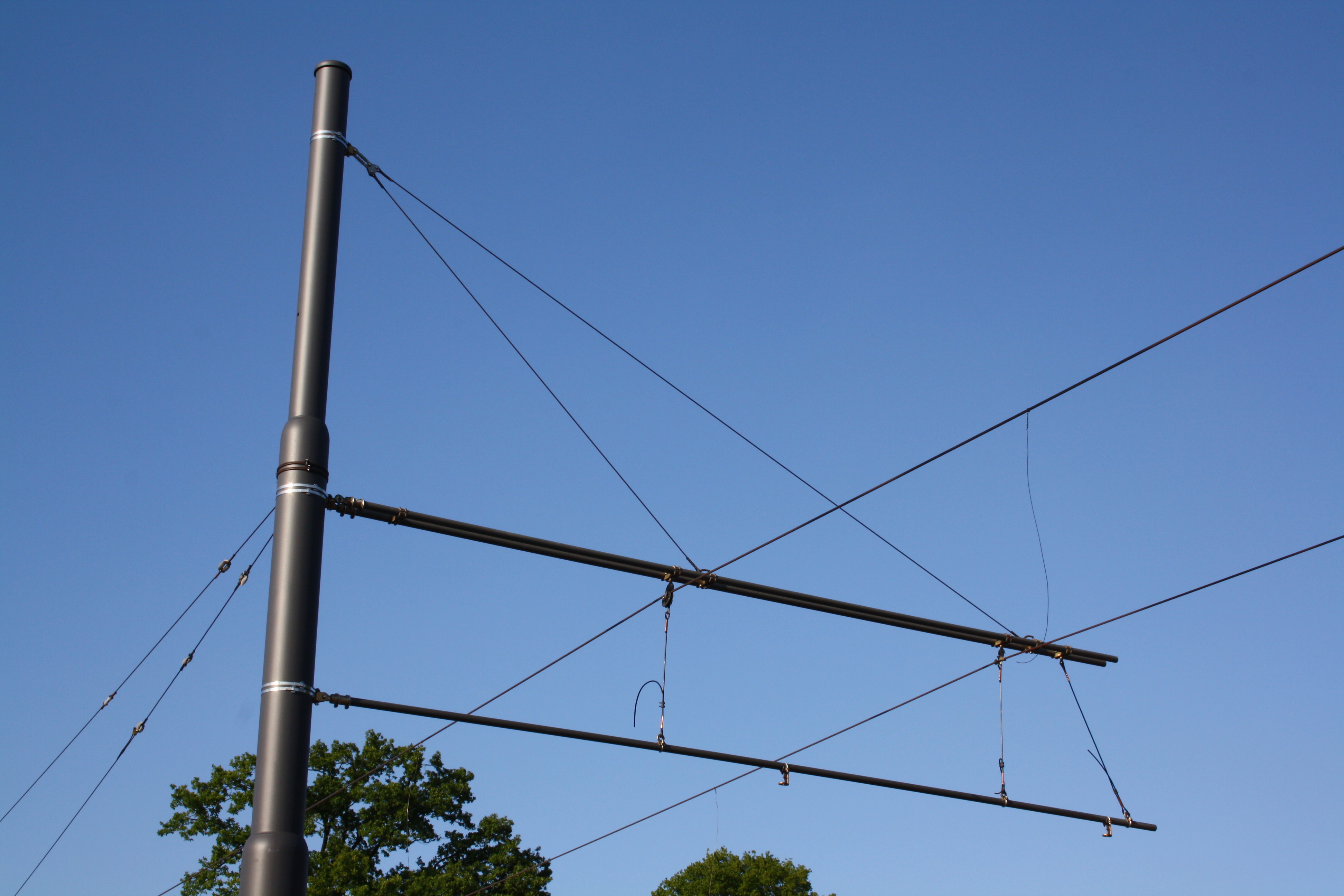
Rohrmast

### Sonstige Werkstoffe
Als erstes deutsches Eisenbahninfrastrukturunternehmen setzt die Albtal-Verkehrs-Gesellschaft seit August 2018 Oberleitungsmasten aus glasfaserverstärktem Kunststoff (GFK) ein, die im Bereich der Wendeschleife Ettlingen stehen. Bereits seit 2013 kommen diese bei der belgischen Kusttram zum Einsatz.

## Gründung
Unter der Gründung eines Oberleitungsmasten versteht man die konstruktive Ausführung des Übergangs zwischen Mast und Boden. Es werden verschiedene Gründungsarten unterschieden, die von den folgenden Merkmalen abhängen:
- Mastform
- Art und Größe der Belastung
- Baugrundverhältnissen (Tragfähigkeit und Festigkeit)
- technische Möglichkeiten
- Kosten

Es besteht ein enger Zusammenhang zwischen Mastform und Gründung, so dass bei der Auswahl der Masten die Gründungsmöglichkeiten berücksichtigt werden müssen.
Folgende Gründungsarten werden heute eingesetzt:
- Flachgründungen werden in Ortbetonbauweise (deshalb auch Ortbetongründen genannt) ausgeführt
  - Blockfundamente haben ein prismatische Form deren Höhe deutlich größer als ihre Breite ist; die Belastungen werden hierbei vorwiegend über die Seitenflächen abgetragen
  - Stufenfundamente, auch Blockgründung mit Stufen, Schwergewichtsgründung oder Plattengründung genannt, werden bei nicht ausreichend standfesten Böden gewählt; die Belastungen werden hierbei vorwiegend über die Sohlfläche abgetragen
- Tiefgründungen
  - Rammgründungen
    - Rammpfahlgründungen verwenden Stahlpfähle aus Spundwandprofilen; bei Stahlgitter-, Rahmenflach- und Doppel-T-Aufsetzmasten werden auf den Pfahl ein Betonkopf aufgesetzt; Schleuderbetonmasten werden über aufgeschweißte Stahlrohre mit kleinem Durchmesser gestülpt
    - Rammrohrgründungen verwenden Rohre mit kleinen Durchmesser und geringer Rohrlänge bei felsigen Böden oder große Rohrdurchmesser in weniger tragfähigen Böden; bei Ersteren werden die Betonmasten über das Rohr überstülpt, bei Letzteren werden Beton- und Doppel-T-Masten eingesetzt

  - Bohrgründungen
    - Großrohrbohrgründungen verwenden Rohre mit großen Durchmesser, die in den Boden hineingedreht werden und in die die Masten eingesetzt werden
    - Felsbohrgründen
- Fertigteil-Fundament bzw. mobiles provisorisches Fundament

In Deutschland werden nach Möglichkeit heute Rammgründungen genutzt.
Hinsichtlich der Verbindung eines Mastes mit der Gründung unterscheidet man zwischen
- Aufsetzmasten werden mit Ankerbolzen auf dem Fundament verschraubt
- Einsetzmasten werden direkt in die Gründung eingesetzt
- Überstülpmasten werden über ein Rohr der Gründung gestülpt

Die älteste Form der Gründung, sowohl bei Beton- als auch Stahlmasten, waren Einsetzmasten mit Flachgründungen in Ortsbetonbauweise. Die Masten wurden in vorher ausgehobene Baugruben eingesetzt, darauf verfüllte man diese mit Beton. Der Vorteil ist eine einfache Konstruktion, doch ist es kaum möglich, einen beschädigten Mast am selben Ort zu ersetzen. Außerdem müssen die Baugruben wegen der nötigen Tiefe mit Verbau gesichert werden. Der Aushub war häufig nur manuell möglich und während des Abbindens des Betons mussten die Masten abgestützt werden. Zur Vereinfachung entstanden später Aufsetzmasten. Ihr unteres Ende ist ein Flansch, der mit Stehbolzen im Fundament verschraubt wird. Bei diesen ist es möglich, die Fundamente vorher zu betonieren. Insbesondere für nicht in Längsrichtung belastete Stützpunkte ist auch der Einbau von Fertigteilfundamenten möglich. Schleuderbetonmasten wurden in vorher verlegte Betonhülsen eingesetzt, verkeilt und ebenfalls einbetoniert. Für Stahlaufsetzmaste werden die Rammpfähle mit einem aufbetonierten Mastkopf versehen, Rammpfähle für Schleuderbetonmasten besitzen auf der Oberseite ein aufgeschweißtes Rohr. Auf dieses wird der Mast aufgesetzt, der Zwischenraum wird mit Mörtel verfüllt. Die Rammgründung verringert den Tiefbauaufwand drastisch.

## Quertrageinrichtungen
Um das Kettenwerk zu tragen, die seitliche Lage der Fahrdrähte zum Gleis zu fixieren und die Kräfte des Kettenwerks auf die Maste einzuleiten werden Quertrageinrichtungen eingesetzt. Es wird zwischen den folgenden Quertrageinrichtungen unterschieden:
- Ausleger unterschiedlicher Bauart
- Ausleger über mehrere Gleise
- flexible Quertragwerke
- biegesteife Joche

Bei modernen Oberleitungsmasten trägt ein abgespannter oder abgestützter Rohrschwenkausleger das Tragseil des Kettenwerkes, ein daran direkt oder über ein Stützrohr angelenkter Seitenhalter führt den Fahrdraht im notwendigen Zickzack. Früher waren auch andere Bauarten üblich, beispielsweise starre Ausleger, zusätzlich gibt es aufgrund der separaten Entwicklung in vielen Ländern eigene Bauarten.    

## Sonstiges
Für einen sauberen Stromabnehmerlauf muss der Fahrdraht sauber abgespannt werden. Üblich sind Gewichtsnachspannungen, beispielsweise in Spanien und Frankreich bestehen jedoch noch lange Streckenabschnitte mit fest abgespannter Fahrleitung.  
Oberleitungsmasten können neben der Oberleitung weitere Leitungen tragen. Gelegentlich tragen sie auf Traversen oberhalb der Leiterseile Speiseleitungen zu entfernteren, separat zu speisenden Oberleitungsabschnitten.
Es gibt auch Oberleitungsmasten, auf deren Spitze eine Traverse für eine Bahnstromleitung angebracht ist. Aus statischen Gründen wird hierbei entweder nur ein Stromkreis auf den Mast verlegt (bei zweigleisigen Strecken besitzt jeder Oberleitungsmast eine Traverse für eine Bahnstromleitung) oder die Bahnstromleitung wird in Zweiebenenanordnung auf den Traversen aufgehängt, wobei jeder Stromkreis eine Masthälfte beansprucht.
Die Verbindungen zwischen den Unterzentralen und abgesetzten Rechnern von elektronischen Stellwerken und zwischen den Unterzentralen wird in der Regel durch Lichtwellenleiterkabel hergestellt. Aus Gründen der Ausfallsicherheit werden zwei Kabel in räumlich getrennter Lage verlegt. Vielfach wird ein Strang im Kabeltrogkanal und der andere auf Traversen auf der Außenseite der Fahrleitungsmasten geführt.